# Championnat de France féminin de rugby à XV 2018-2019
Navigation
Élite 1 Top 8 2017-2018 Élite 1 2019-2020
Le championnat de France féminin de rugby à XV 2018-2019 ou Élite 1 2018-2019 est la quarante-huitième édition du championnat de France féminin de rugby à XV. Elle oppose les seize meilleures équipes françaises féminines de rugby à XV.

## Participants
Pour la saison 2018-2019, l'Élite 1 est constitué de la façon suivante :
- Les 8 clubs du championnat Élite 1 Top 8 2017-2018.
- Les 8 premiers clubs de l'Élite 2 2017-2018[1].

| \| Bayonne Blagnac Bobigny Bordeaux Caen Grenoble Lille Lons Montpellier Paris Romagnat Rennes Rouen Tarbes Toulouse Villelongue-de-la-Salanque \| Localisation des clubs (2018-2019) |
| Bayonne Blagnac Bobigny Bordeaux Caen Grenoble Lille Lons Montpellier Paris Romagnat Rennes Rouen Tarbes Toulouse Villelongue-de-la-Salanque                                          |

| Club                                    | Dernière montée | Classement en 2017-2018                   | Entraîneur                                            | Stade                                          | Capacité théorique |
| --------------------------------------- | --------------- | ----------------------------------------- | ----------------------------------------------------- | ---------------------------------------------- | ------------------ |
| Association sportive bayonnaise         | 2017            | 6e                                        | Jean-Matthieu Alcalde Samuel Dylbaitys Vincent Corret | Stade Pierre-Cacareigt                         | 1 200              |
| Blagnac rugby féminin                   | 2009            | 4e                                        | Nicolas Tranier Jean Lassere Laurent Tranier          | Stade Ernest-Argelès                           | 4 000              |
| AC Bobigny 93 rugby                     | 2012            | 7e                                        | Alexandre Gau                                         | Stade Henri-Wallon                             | 1 000              |
| Stade bordelais                         | 2018            | 2e (poule 2 d'Élite 2)                    | Clément Millet Florent Torregaray                     | Stade Chaban-Delmas                            | 34 694             |
| Ovalie caennaise                        | 2018            | 3e (poule 1 d'Élite 2)                    | Gilles Rabier Jean-François Mouton                    | Stade Hélitas                                  |                    |
| FC Grenoble Amazones                    | 2018            | 1er (poule 1 d'Élite 2, champion Élite 2) | Emmanuel Pellorce Cristian Spachuk                    | Stade Jean-Julien                              |                    |
| Lille Métropole rugby club villeneuvois | 2011            | 2e                                        | Frédéric Cocqu Cyril Fouda                            | Terrain Emmanuel-Thery Stadium Lille Métropole | 18 500             |
| Lons rugby féminin Béarn Pyrénées       | 2018            | 1er (poule 2 d'Élite 2)                   | Christophe Barraqué Laurent Vitalla                   | Stade du Bourg (complexe Georges Martin)       |                    |
| Montpellier rugby club                  | 2005            | 1er (champion)                            | Patrick Raffy Olivier Clessienne                      | Stade Sabathé                                  | 8 000              |
| Stade français Paris                    | 2018            | 2e (poule 1 d'Élite 2)                    | Olivier Carreiras Anaïs Lagougine                     | Stade René-Leduc                               |                    |
| Stade rennais rugby                     | 2005            | 5e                                        | Vincent Brehonnet Anne Berville                       | Stade du Commandant Bougouin                   | 4 000              |
| ASM Romagnat rugby féminin              | 2016            | 8e                                        | Fabrice Ribeyrolles Vincent Fargeas                   | Stade Michel-Brun                              |                    |
| AS Rouen université club                | 2018            | 4e (poule 1 d'Élite 2)                    | Cyrille Lloza                                         | Stade de l'ASRUC                               |                    |
| Stado Tarbes Pyrénées rugby             | 2018            | 4e (poule 2 d'Élite 2)                    | Thierry Escoubas Laurent Abadie Philippe Mallet       |                                                |                    |
| Stade toulousain                        | 2015            | 3e                                        | Anthony Granja Pascal Belaubre                        | Stade Ernest-Wallon                            | 19 500             |
| Stade olympique villelonguet            | 2018            | 3e (poule 2 d'Élite 2)                    | Pierre Vergés Jean-Marie Faveaux                      | Stade Joseph-Raynal                            |                    |

## Résumé des résultats

### Phase régulière
La compétition se déroule sous la forme de deux poules de huit équipes, établies sur critère de niveau sportif à partir des classements 2017-2018 d’Elite 1 Top 8 et d'Elite 2 Armelle Auclair, en matchs « aller-retour ». Le championnat est interrompu par une longue trêve hivernale du 17 décembre 2018 au 23 mars 2019, hormis quelques matchs en retard joués mi-janvier. Durant cette période, les joueuses internationales jouent le Tournoi des Six Nations féminin 2019 tandis que les clubs se disputent la Coupe de France féminine de rugby à 10.

### Classement de la phase régulière

#### Poule 1
| Rang | Club                 | J  | V  | N | D  | Bo | Bd | Pm  | Pe  | Diff | Pts |
| ---- | -------------------- | -- | -- | - | -- | -- | -- | --- | --- | ---- | --- |
| 1    | Montpellier RC T     | 14 | 14 | 0 | 0  | 13 | 0  | 754 | 94  | +660 | 69  |
| 2    | Blagnac RF           | 14 | 12 | 0 | 2  | 7  | 1  | 488 | 174 | +314 | 56  |
| 3    | ASM Romagnat         | 14 | 8  | 1 | 5  | 6  | 1  | 293 | 177 | +116 | 41  |
| 4    | Stade rennais        | 14 | 8  | 0 | 6  | 5  | 2  | 386 | 281 | +105 | 39  |
| 5    | Stade français Paris | 14 | 7  | 1 | 6  | 2  | 2  | 217 | 294 | -77  | 34  |
| 6    | Lons rugby féminin   | 14 | 3  | 1 | 10 | 1  | 3  | 195 | 343 | -148 | 18  |
| 7    | AS Rouen UC          | 14 | 1  | 1 | 12 | 0  | 0  | 126 | 649 | -523 | 6   |
| 8    | SO Villelonguet      | 14 | 1  | 0 | 13 | 0  | 2  | 91  | 563 | -472 | 2¹  |

#### Poule 2
| Rang | Club                        | J  | V  | N | D  | Bo | Bd | Pm  | Pe  | Diff | Pts |
| ---- | --------------------------- | -- | -- | - | -- | -- | -- | --- | --- | ---- | --- |
| 1    | Stade toulousain            | 14 | 13 | 0 | 1  | 12 | 0  | 602 | 65  | +537 | 64  |
| 2    | AS Bayonne                  | 14 | 12 | 0 | 2  | 8  | 0  | 518 | 200 | +318 | 56  |
| 3    | AC Bobigny 93               | 14 | 10 | 0 | 4  | 6  | 1  | 415 | 198 | +217 | 47  |
| 4    | FC Grenoble Amazones        | 14 | 7  | 0 | 7  | 4  | 0  | 221 | 290 | -69  | 32  |
| 5    | Lille MRC villeneuvois      | 14 | 6  | 0 | 8  | 3  | 2  | 195 | 271 | -76  | 29  |
| 6    | Stade bordelais             | 14 | 5  | 0 | 9  | 4  | 2  | 182 | 312 | -130 | 26  |
| 7    | Ovalie caennaise            | 14 | 2  | 0 | 12 | 1  | 1  | 105 | 509 | -404 | 10  |
| 8    | Stado Tarbes Pyrénées rugby | 14 | 1  | 0 | 13 | 0  | 1  | 87  | 480 | -393 | 5   |

### Phase finale
- Les clubs classés 1er, 2e, 3e et 4e de chaque poule sont qualifiés pour les quarts de finale.
- Chaque quart-de-finale se déroule sur le terrain de l’équipe la mieux classée à l’issue de la phase qualificative. Les demi-finales et la finale se joueront sur terrain neutre, le vainqueur de la finale étant sacré Champion de France.

#### Tableau
|  | Quarts de finale                                  | Quarts de finale                                |                  |    | Demi-finales                                   | Demi-finales                                   |  |  | Finale                                          | Finale                                          |
|  | Quarts de finale                                  | Quarts de finale                                |                  |    | Demi-finales                                   | Demi-finales                                   |  |  | Finale                                          | Finale                                          |
|  |                                                   |                                                 |                  |    |                                                |                                                |  |  |                                                 |                                                 |
|  | le 4 mai 2019 au Stade Éric Béchu à Montpellier   | le 4 mai 2019 au Stade Éric Béchu à Montpellier |                  |    | le 11 mai 2019 au Stade Jacques-Fouroux à Auch | le 11 mai 2019 au Stade Jacques-Fouroux à Auch |  |  | le 18 mai 2019 au Stade Maurice-Trélut à Tarbes | le 18 mai 2019 au Stade Maurice-Trélut à Tarbes |
|  | le 4 mai 2019 au Stade Éric Béchu à Montpellier   | le 4 mai 2019 au Stade Éric Béchu à Montpellier |                  |    | le 11 mai 2019 au Stade Jacques-Fouroux à Auch | le 11 mai 2019 au Stade Jacques-Fouroux à Auch |  |  | le 18 mai 2019 au Stade Maurice-Trélut à Tarbes | le 18 mai 2019 au Stade Maurice-Trélut à Tarbes |
|  | Montpellier RC                                    | 51                                              |                  |    | le 11 mai 2019 au Stade Jacques-Fouroux à Auch | le 11 mai 2019 au Stade Jacques-Fouroux à Auch |  |  | le 18 mai 2019 au Stade Maurice-Trélut à Tarbes | le 18 mai 2019 au Stade Maurice-Trélut à Tarbes |
|  | Montpellier RC                                    | 51                                              |                  |    | le 11 mai 2019 au Stade Jacques-Fouroux à Auch | le 11 mai 2019 au Stade Jacques-Fouroux à Auch |  |  | le 18 mai 2019 au Stade Maurice-Trélut à Tarbes | le 18 mai 2019 au Stade Maurice-Trélut à Tarbes |
|  | FC Grenoble Amazones                              | 7                                               |                  |    | le 11 mai 2019 au Stade Jacques-Fouroux à Auch | le 11 mai 2019 au Stade Jacques-Fouroux à Auch |  |  | le 18 mai 2019 au Stade Maurice-Trélut à Tarbes | le 18 mai 2019 au Stade Maurice-Trélut à Tarbes |
|  | FC Grenoble Amazones                              | 7                                               | Montpellier RC   | 40 |                                                |                                                |  |  | le 18 mai 2019 au Stade Maurice-Trélut à Tarbes | le 18 mai 2019 au Stade Maurice-Trélut à Tarbes |
|  | le 4 mai 2019 au Stade Pierre-Cacareigt à Bayonne |                                                 | Montpellier RC   | 40 |                                                |                                                |  |  | le 18 mai 2019 au Stade Maurice-Trélut à Tarbes | le 18 mai 2019 au Stade Maurice-Trélut à Tarbes |
|  |                                                   | AS Bayonne                                      | 12               |    |                                                |                                                |  |  | le 18 mai 2019 au Stade Maurice-Trélut à Tarbes | le 18 mai 2019 au Stade Maurice-Trélut à Tarbes |
|  | AS Bayonne                                        | AS Bayonne                                      | 12               | 21 |                                                |                                                |  |  | le 18 mai 2019 au Stade Maurice-Trélut à Tarbes | le 18 mai 2019 au Stade Maurice-Trélut à Tarbes |
|  | AS Bayonne                                        |                                                 |                  | 21 |                                                |                                                |  |  | le 18 mai 2019 au Stade Maurice-Trélut à Tarbes | le 18 mai 2019 au Stade Maurice-Trélut à Tarbes |
|  | ASM Romagnat                                      | 15                                              |                  |    |                                                |                                                |  |  | le 18 mai 2019 au Stade Maurice-Trélut à Tarbes | le 18 mai 2019 au Stade Maurice-Trélut à Tarbes |
|  | ASM Romagnat                                      | 15                                              | Montpellier RC   | 22 |                                                |                                                |  |  |                                                 |                                                 |
|  | le 4 mai 2019 au Stade Ernest-Wallon à Toulouse   |                                                 | Montpellier RC   | 22 |                                                |                                                |  |  |                                                 |                                                 |
|  |                                                   | Stade toulousain                                | 13               |    |                                                |                                                |  |  |                                                 |                                                 |
|  | Stade toulousain                                  | Stade toulousain                                | 13               | 22 |                                                |                                                |  |  |                                                 |                                                 |
|  | Stade toulousain                                  | le 11 mai 2019 au Stade Jacques-Fouroux à Auch  |                  | 22 |                                                |                                                |  |  |                                                 |                                                 |
|  | Stade rennais rugby                               | 10                                              |                  |    |                                                |                                                |  |  |                                                 |                                                 |
|  | Stade rennais rugby                               | 10                                              | Stade toulousain | 30 |                                                |                                                |  |  |                                                 |                                                 |
|  | le 4 mai 2019 au Stade Ernest-Argelès à Blagnac   |                                                 | Stade toulousain | 30 |                                                |                                                |  |  |                                                 |                                                 |
|  |                                                   | Blagnac rugby féminin                           | 15               |    |                                                |                                                |  |  |                                                 |                                                 |
|  | Blagnac rugby féminin                             | Blagnac rugby féminin                           | 15               | 20 |                                                |                                                |  |  |                                                 |                                                 |
|  | Blagnac rugby féminin                             |                                                 |                  | 20 |                                                |                                                |  |  |                                                 |                                                 |
|  | AC Bobigny 93 rugby                               | 18                                              |                  |    |                                                |                                                |  |  |                                                 |                                                 |
|  | AC Bobigny 93 rugby                               | 18                                              |                  |    |                                                |                                                |  |  |                                                 |                                                 |

#### Demi-finales
| 11 mai 2019 12 h 15 | Stade toulousain | 30 - 15 (20 - 10) | Blagnac rugby féminin | Stade Jacques-Fouroux, Auch Arbitre : Pierre Bru |
| 11 mai 2019 12 h 15 | Essai(s) : Jason (9e), Ménétrier (14e), Rufas (26e), Beauparlant (41e), Cabalou (50e) Transformation(s) : Imart (50e) Pénalité(s) : Cabalou (64e) Carton(s) jaune(s) : Bilon (34e) |                   | Essai(s) : Martin (19e), Sanz (53e) Transformation(s) : Abadie (19e) Pénalité(s) : Abadie (3e) Carton(s) jaune(s) : Mugnier (21e) | Stade Jacques-Fouroux, Auch Arbitre : Pierre Bru |
| 11 mai 2019 12 h 15 | |                   | | Stade Jacques-Fouroux, Auch Arbitre : Pierre Bru |

| 11 mai 2019 14 h 15 | Montpellier RC | 40 - 12 (12 - 5) | AS Bayonne                                                                | Stade Jacques-Fouroux, Auch Arbitre : Yannick Vals |
| 11 mai 2019 14 h 15 | Essai(s) : Banet (3e, 18e), Boujard (43e, 68e), Peyronnet (56e), Teisseyre (74e) Transformation(s) : Peyronnet (3e, 43e, 56e, 68e) |                  | Essai(s) : Ferer (25e), Ramazeilles (54e) Transformation(s) : Arbez (54e) | Stade Jacques-Fouroux, Auch Arbitre : Yannick Vals |
| 11 mai 2019 14 h 15 | |                  |                                                                           | Stade Jacques-Fouroux, Auch Arbitre : Yannick Vals |

#### Finale
| 18 mai 2019 21 h | Montpellier RC                                                                                                 | 22 - 13 (10 - 13) | Stade toulousain                                              | Stade Maurice-Trélut, Tarbes Arbitre : Hervé Lasausa |
| 18 mai 2019 21 h | Essai(s) : R. Ménager (23e), Vanthournout (31e), N'Diaye (52e), Boujard (61e) Transformation(s) : Nelson (53e) |                   | Essai(s) : Cabalou (18e), Bilon (26e) Drop(s) : Cabalou (12e) | Stade Maurice-Trélut, Tarbes Arbitre : Hervé Lasausa |
| 18 mai 2019 21 h | |                   |                                                               | Stade Maurice-Trélut, Tarbes Arbitre : Hervé Lasausa |

| Titulaires · 61e Caroline Boujard 15 · Cyrielle Banet 14 · 23e Marine Ménager 13 · Morgane Peyronnet 12 · 31e Marie Vanthournout 11 · Helen Nelson 10 · Jennifer Troncy 9 · 52e Safi N'Diaye 8 · Pauline Rayssac 7 · Romane Ménager 6 · Clotilde Flaugère 5 · Mélanie Combebias 4 · Abire Temimi 3 · Gaëlle Mignot 2 · Anissa Benzid 1 · Remplaçants · Agathe Sochat 16 · Radja Djaroud 17 · Cécile Ikpefan 18 · Charlène Teisseyre 19 · Prune Pegot 20 · Andréa Marcial 21 · Fantine Baccichet 22 · 23 · Entraîneur · Olivier Clessienne · Patrick Raffy |  | Titulaires · 15 Camille Cabalou 18e · 14 Iän Jason · 13 Maëlle Filopon · 12 Charlotte Rufas · 11 Claire Beauparlant · 10 Camille Imart · 9 Laure Sansus · 8 Roxane Bilon 26e · 7 Gaëlle Hermet · 6 Fiona Lecat · 5 Maëla Mancip · 4 Maëlia Lapoujade · 3 Maëlia Lapoujade · 2 Wendy Divoux · 1 Laura Ménétrier · Remplaçants · 16 Morgane Dechamps · 17 Maïlhys Dhia Traoré · 18 Valeria Fedrighi · 19 Marion Peyronnet · 20 Juliette Frégier · 21 Perrine Bienaimé · 22 Laura Escande · 23 Manon Pujol · Entraîneur · Anthony Granja · Pascal Belaubre |

### Phase de maintien
- Les clubs classés 5e, 6e, 7e et 8e de chaque poule disputent les play-down.
- Les matchs de play-down (1er et 2d tour) se déroulent sur le terrain du mieux classé à l’issue de la phase qualificative. Les 4 perdants du 1er tour de play-down disputent un second tour de maintien en Elite 1 Féminines. Les deux perdants sont rétrogradés en Élite 2 Féminine.

#### 1ertour
À la suite du forfait du SO villelonguet pour la fin de la saison, seulement la moitié du tableau de la phase de maintien est joué. Les équipes de Lille, de Lons et de Caen sont directement maintenues en Élite 1.
| 5 mai 2019 14 h 0 | Stade français Paris | 56 - 5 (34 - 0) | Stado Tarbes Pyrénées rugby | Stade René-Leduc, Meudon Arbitre : Sylvain Desvaux |
| 5 mai 2019 14 h 0 |                      |                 |                             | Stade René-Leduc, Meudon Arbitre : Sylvain Desvaux |
| 5 mai 2019 14 h 0 |                      |                 |                             | Stade René-Leduc, Meudon Arbitre : Sylvain Desvaux |

| 5 mai 2019 14 h 0 | Stade bordelais | 17 - 20 (14 - 3) | AS Rouen UC | Stade Chaban-Delmas, Bordeaux Arbitre : Thibault Santamaria |
| 5 mai 2019 14 h 0 |                 |                  |             | Stade Chaban-Delmas, Bordeaux Arbitre : Thibault Santamaria |
| 5 mai 2019 14 h 0 |                 |                  |             | Stade Chaban-Delmas, Bordeaux Arbitre : Thibault Santamaria |

#### 2dtour
| 12 mai 2019 15 h 0 | Stade bordelais | 25 - 5 | Stado Tarbes Pyrénées rugby | Stade Sainte-Germaine, Le Bouscat Arbitre : Fabrice Alejo |
| 12 mai 2019 15 h 0 |                 |        |                             | Stade Sainte-Germaine, Le Bouscat Arbitre : Fabrice Alejo |
| 12 mai 2019 15 h 0 |                 |        |                             | Stade Sainte-Germaine, Le Bouscat Arbitre : Fabrice Alejo |